# Euroscaptor parvidens
La talpa dai piccoli denti  (Euroscaptor parvidens Miller, 1940) è un mammifero della famiglia dei Talpidae, endemico del Vietnam.

## Descrizione
La specie è poco conosciuta, essendone stati catturati pochi esemplari. Come gli altri membri della famiglia Talpidae, questa specie si è evoluta perfettamente per la vita sotto terra. Presenta un corpo cilindrico, coperto da una pelliccia densa e vellutata, che sulla testa si fa affusolato per far capo ad un muso aguzzo. Gli occhi sono molto piccoli e completamente nascosti nella pelliccia. Non presenta orecchio esterno. Le zampe anteriori sono ben sviluppate e permettono alla talpa dai piccoli denti di scavare e spostare la terra durante le pratiche di escavazione di cunicoli.

## Distribuzione e habitat
Questa specie è diffusa in Vietnam (a sud e a nord, al confine con la Cina), ma si ritiene possibile una sua presenza anche in Laos e Cambogia. Abita differenti ambienti, dalle pianure fertili alle montagne, fino a 3000 m di altitudine.

## Biologia
Come le altre talpe, anche E. parvidens passa la maggior parte del suo tempo a scavare numerosi cunicoli, creando una serie di complessi comunicanti che fungono da tana e che permettono a questo animale di procacciarsi il cibo (vermi e altri invertebrati) che accumula in speciali dispense dopo averli paralizzati con un morso, creando delle riserve di cibo sempre fresco.

## Status e conservazione
La Zoological Society of London, in base a criteri di unicità evolutiva e di esiguità della popolazione, considera Euroscaptor parvidens una delle 100 specie di mammiferi a maggiore rischio di estinzione.
La IUCN Red List considera che non ci sono dati sufficienti per stabilire lo stato di conservazione della specie.